# Organum Mathematicum

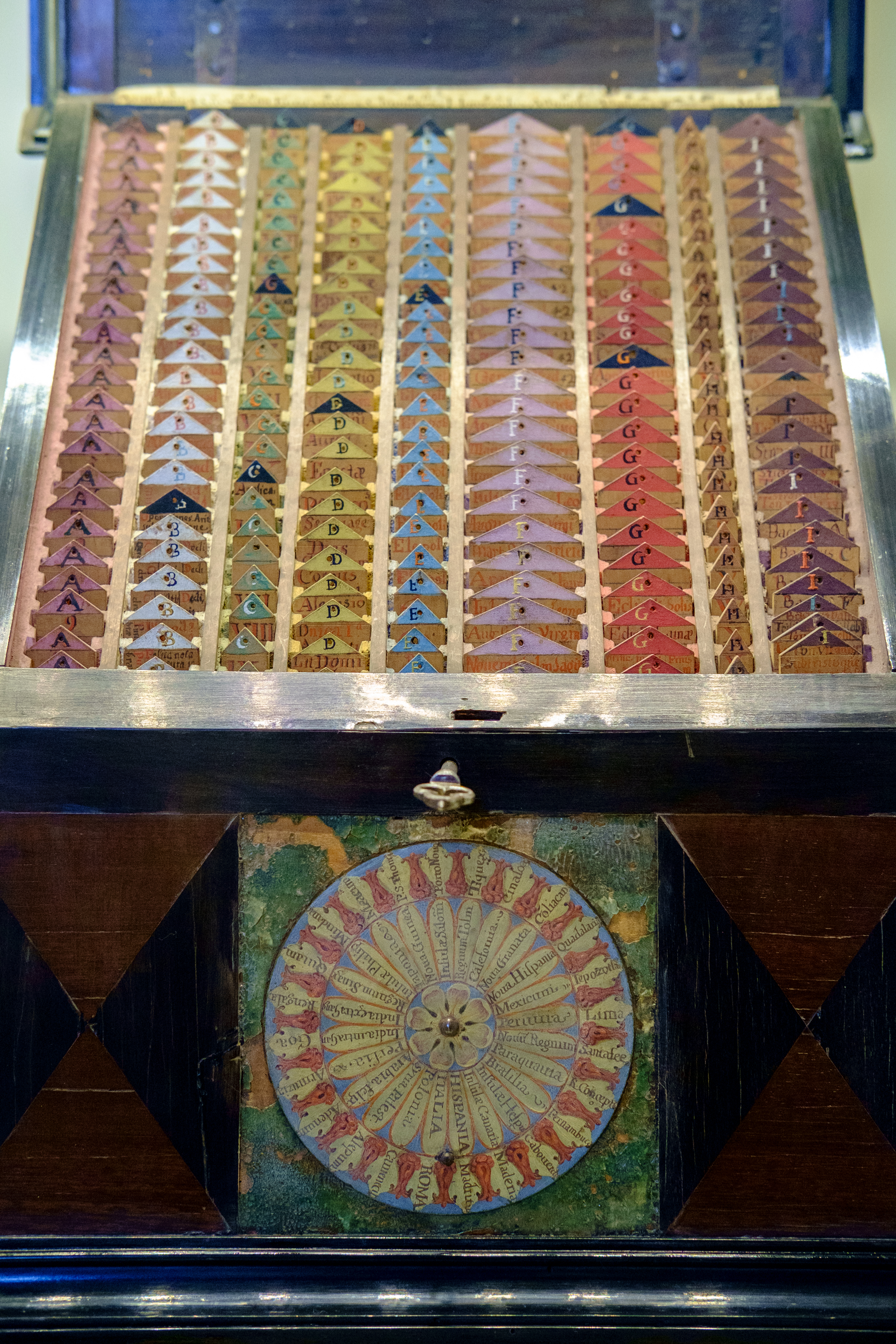
L'Organum Mathematicum al Museo Galileo di Firenze.

L'Organum Mathematicum è uno strumento meccanico conservato al Museo Galileo di Firenze.
È uno strumento costituito da un contenitore di legno impiallacciato, con coperchio incernierato. Sul coperchio e sulla parte anteriore si trovano due quadrelli rotanti di rame dipinto. Sul retro, uno sportellino incernierato nasconde un piccolo vano. L'interno del contenitore è suddiviso in nove scomparti, corrispondenti ad altrettanti ambiti disciplinari: Aritmetica, Geometria, Fortificatoria, Cronologia, Horografia, Astronomia, Astrologia, Steganografia, Musica. Ognuno degli scomparti contiene ventiquattro asticelle che terminano con una punta triangolare colorata. Su ognuna delle nove serie di ventiquattro asticelle sono vergate definizioni e informazioni pertinenti ai relativi ambiti disciplinari. Almeno un'asticella di ognuno dei nove scomparti ha la punta colorata di nero e costituisce la tabella applicatoria, che fornisce la regola del corretto funzionamento. Per moltiplicare 74 x 8, ad esempio, si estrae l'asticella con la punta nera dello scomparto Aritmetica e la si affianca alle asticelle contrassegnate in alto dai numeri 7 e 4. Leggendo sull'asticella con punta nera la riga ottava, vi si trova il prodotto cercato. Questa cassetta, ideata da Athanasius Kircher che la denominò Organum Mathematicum, o Cista mathematica o Arca e descritta da Gaspar Schott in Organum Mathematicum libris IX explicatum (Würzburg, 1668), costituisce una sorta di enciclopedia portatile, o di sistema globale di classificazione del sapere.